# 瑪麗亞·埃萊娜·博斯基
瑪麗亞·埃萊娜·博斯基（發音：[maˈriːa ˈɛːlena ˈbɔski]；1981年1月24日—），出生于義大利的蒙泰瓦爾基。她是律师、政治人物和義大利的宪政改革部长。她的職務是由2014年2月就任義大利總理的馬泰奧·倫齊所任命。